# 井口真理子命案
井口真理子命案（日本方面稱為）為日本女大學生井口真理子在1990年4月間到台灣自助旅行时遭劉學強殺害棄屍的犯罪案件。此事不僅引起中華民國政府與日本國政府的高度重視，也對當時台灣觀光業造成嚴重影響，日本觀光客的人數減少一成。

## 經過

### 失蹤
1990年4月2日，日本御茶水女子大學四年級學生井口真理子獨自搭機到達台灣進行自助旅行，投宿於台北國際青年之家。3日，在台北市觀光；4日上午寄明信片給家人，中午搭乘臺鐵自強號列車南下台南，為了找住宿旅館搭上李姓三十五歲男子的計程車，因沒有找到理想滿意的旅館，李司機提出住宿他家。5日、6日，由李姓男子陪同在台南市觀光。7日上午，井口真理子寄信給家人後，由李姓男子載往台南車站搭乘復興號列車前往高雄；中午12時許，步出高雄車站剪票口，自此行蹤成謎。18日井口真理子預定搭乘返日的聯合航空828號班機無人取消她預定的機位，內政部警政署入出境管理局（即今內政部移民署）亦查無真理子的出境紀錄。25日，真理子的母親井口久子抵台尋找愛女，並由交流協會陪同向內政部警政署報案。

### 偵辦
在接獲報案後，警政署下令全國各警察機關進行協尋，並無所獲。1990年6月27日，內政部警政署刑事警察局與高雄市政府警察局組成「〇四〇七聯合專案小組」，懸賞獎金新台幣五萬元；井口真理子家屬亦提供懸賞獎金50萬日圓。由於李姓男子是井口真理子最後的接觸對象，因而被專案小組列為重要關係人，但他的說詞及行蹤均交代得相當詳細，且經查證後均完全吻合，因而獲得釋回。
7月7日，警方接獲線報指稱井口真理子已慘遭殺害，並被埋屍於台南縣新市鄉一處公墓；隔日警方派員大規模搜索，但並無所獲。7月18日，井口久子二度到台灣尋女，仍未有所獲。9月6日，井口久子三度到台灣尋女，並成立「井口真理子搜索後援會」，唯仍一無所獲。
10月間，專案小組根據線報約詢計程車司機劉學強，但因其精神狀況不穩定且供詞反覆，因此並無所獲。12月6日，警政署署長莊亨岱下令將懸賞獎金提高到新台幣一百萬元，且必須做到「活要見人，死要見屍」。1991年1月4日，專案小組在台中縣（今臺中市后里區）一處甘蔗園內發現一具與井口真理子特徵高度相似的無名女屍，但在經過牙齒X光照片比對後確認並非井口真理子。

### 破案
在井口真理子失蹤近一年後，專案小組於1991年3月4日根據可靠線報，認為先前遭到約詢、住在高雄市小港區的計程車司機劉學強涉有重嫌，前往其住處加以逮捕。
遭到逮捕後，劉學強在自白書中坦承犯案。其於自白書中指出，他於去年（1990年）4月7日在高雄車站前的建國三路騎樓看見獨自背著背包的井口真理子，上前搭訕才發現真理子是日本人，在筆談後得知真理子欲尋找住處，便騎機車將真理子載回小港區住處，隨後兩人一同前往澄清湖、鳳山、大統百貨等地遊玩，當晚真理子便隨同劉學強返回其住處休息。關於殺人經過，劉學強供稱他於8日清晨持十字弓向井口真理子頭部發射四箭後，將其頭顱砍下放入塑膠袋，屍體則以床單包裹，連同作案穿著的血衣、作案用的十字弓、井口真理子的背包，分散在不同地點丟棄。在棄屍時唯恐被人發現，便淋上汽油焚屍，另外也燒毀真理子所睡的床板。
劉學強坦承犯案後，於5日遭到法院收押。隨後警方多次借提劉學強詢問棄屍地點，但劉學強供詞反覆，有時說在台南縣，有時說在台南市，使警方數度往返台南與高雄間，但都一無所獲。3月7日，劉學強坦承棄屍地點位於台南市崇明十三街一處空地，頭顱則丟棄於南門路南門基督長老教會前面垃圾堆。3月9日，專案小組前往劉學強供稱的棄屍地點開挖，在被砍掉的大樹樹根下挖出一百多塊大小屍骨，並送往台北進行鑑定；但由於頭顱被丟棄之後被運往台南縣仁德鄉垃圾掩埋場，時日已久，開挖所費不貲，尋找頭顱的計畫被迫取消。隨後根據劉學強的供詞，陸續尋獲井口真理子的手電筒、萬用刀、洋傘等遺物及作案用的十字弓。3月14日，井口久子再度抵台。在經知名法醫楊日松及國際刑事專家李昌鈺等人鑑識後，確定所挖出的屍骨就是失蹤已久的井口真理子。
4月11日，專案小組以《中華民國刑法》殺人、侵占、侵害及遺棄屍體罪嫌，將劉學強移送臺灣高雄地方法院檢察署偵辦。專案小組在移送書中引述秘密證人證詞，認定劉學強係因覬覦井口真理子的姿色，意圖非禮遭到拒絕，因而惱羞成怒，趁真理子熟睡之時予以殺害，並在行兇後玷汙其屍體，還取走身上現金。移送書中也指出，雖然未能找到井口真理子的頭顱，但根據血型、身高、遺物、人證等，均足以證明死者便是井口真理子。11月24日，臺灣高雄地方法院依殺人及遺棄屍體罪嫌，判處劉學強死刑；因劉學強符合精神異常的減刑條件，減為無期徒刑、褫奪公權終身。
1993年5月3日，井口真理子的遺骨在台灣火化，並由井口久子專程到台灣運回日本。

## 影響

### 觀光衝擊
由於台灣地理位置與日本相當接近，台灣一向是日本人出國旅遊的熱門選擇，日本觀光客也是台灣觀光業最重要的收入來源。井口真理子於台灣失蹤的消息傳出之後，立即成為日本各媒體爭相報導的焦點新聞，且持續數週之久。日本媒體更進一步深入追蹤報導台灣治安惡化的情形，使得台灣在日本人心中“治安良好，有人情味”的形象受到嚴重打擊。根據1990年11月交通部觀光局所發布的統計資料指出，該年前三季（一至九月）日本來台的觀光客較前年同期減少3.1%，創下歷年最大負成長紀錄，在井口真理子失蹤消息傳出之後的兩個月更遽降達一成以上。同一時間日本觀光業者針對八個日本人主要海外旅遊地區評價進行調查，台灣首度敬陪末座，“治安不佳”被列為主要因素之一。日亞航在日本國內宣傳台灣旅遊時，甚至遭到許多民眾打電話抗議，認為台灣治安敗壞，不應為其宣傳。

### 戲劇改編
電影
- 1994年，日本導演林海象以井口真理子命案為故事主軸，由日本知名編劇唐十郎編劇，拍攝新片《孤島》（後改名《海鬼燈》），由台灣女星坣娜主演，坣娜一人分飾瑪莉子（與真理子日語發音相同）及真理子兩角。此片是杜撰在真理子失蹤五年後，她的一封信竟寄到母親手上，母親因而委託偵探（由唐十郎自編自演）來台解謎，瑪莉子和另外一對男女捲入謎團。全片充滿懸疑氣氛，同時獻給真理子的母親。

舞台劇
知名演員李國修也以井口真理子命案為靈感，寫出諷刺時政的屏風表演班舞台劇《救國株式會社》。
單元劇
台灣許多以社會案件為主軸的單元劇，也將井口真理子命案以真人實事或改編的方式搬上螢光幕。
- 1996年，華視單元劇《台灣靈異事件》曾將之改編為『飛頭傳奇』，由鈕承澤飾演兇嫌。
- 1997年，華視單元劇《台灣怪談》曾將之改編為『我要回家』。
- 2016年，民視單元劇《廉政英雄》曾將之改編為『脫罪大師』。

連續劇
- 2015年，客家電視台、公視HD台連續劇《落日》曾將之改編。

類戲劇
- 2019年，民視類戲劇《關鍵時刻》曾將之改編為『致命的旅程』。

### 計程車問題
由於此案件是計程車司機犯罪案中最受矚目者，引起民眾對於計程車司機犯罪問題的關注。以往並未限制計程車司機取得執業登記證的資格，因而屢傳出計程車司機犯下殺人、強盜、性侵害等案件，尤其是性侵害案件讓女性對於搭計程車因而怯步。
後來政府修改法規，限制一些犯罪前科者不得考領執業登記證。計程車的車身顏色也因此次井口真理子命案事件影響，後來政府為了方便統一管理，1990年6月6日，經台北市計程車商業同業公會執行業者問卷調查與民眾票選，經過了一段時間的票選選出了黃色為計程車的統一色調，但未規定固定的色號。
在1991年1月1日依「汽車運輸業管理規則」第91條規定車身都必須為18號黃色，且依照汽車運輸業管理規則第4條，自中華民國80年1月1日起車輛新領牌照或汰舊換新時，車身顏色應符合臺灣區塗料油漆公會塗料色卡編號1之18號純黃顏色。
受到此事件影響，讓不少計程車司機開始紛紛組成無線電及衛星派遣車隊，以挽回民眾搭乘計程車的信心。

## 事件後續
- 2004年4月初，劉學強在台中監獄被其他受刑人恥笑並毆打成重傷。有關單位避免事端擴大，於同年9月將劉學強移往宜蘭監獄。[1]

- 2004年6月，臺中縣沙鹿鎮靜宜大學日本語文學系女學生蕭任喬與兄長赴日本旅遊，在山梨縣河口湖一帶外出買電話卡途中，遭日本男子渡邊高裕強拉上車、於車上性侵並殺害。經由台、日媒體報導，令不少人回憶起井口真理子命案。渡邊被日本檢方求處無期徒刑。2007年4月26日，甲府地方裁判所判處渡邊無期徒刑。2007年11月29日，東京高等裁判所駁回渡邊上訴。2007年12月4日，渡邊向最高裁判所提出上訴。2008年10月22日，最高裁判所駁回上訴，全案以無期徒刑定讞。

- 2007年，於監獄服刑的劉學強具狀控告皇冠文化負責人平鑫濤侵占，原因是平鑫濤未寄還劉學強以讀者名義寄去的新台幣24元回郵信封。檢察官認為平鑫濤是單純收信，沒有侵占的問題，故裁定不起訴[2]。

- 劉因居無定所，家人反對他出獄，迄今（2024年）還在宜蘭監獄服刑，成為服刑最久的無期徒刑受刑人[3]。

## 參看
- 聯合知識庫
- 中央社剪報資料庫
- 東森新聞台《大社會·大揭密》節目
- 中天新聞台《台灣大搜索》節目，2010年5月16日
- 東森新聞台《台灣啟示錄 (東森)》節目，2019年8月18日
- 三立新聞台《陳雅琳報告：井口真理子命案》《福爾摩沙事件簿》節目，2006年8月5日